# رانسيه (آن)
رانسيه (بالفرنسية: Rancé)‏ هي بلدية فرنسية تقع في إقليم الآن في فرنسا. رمز إنسي لها هو:1318. أما الرمز البريدي لها فهو: 1390.